# San Emigdio
San Emigdio é um município localizado no departamento de La Paz, em El Salvador.